# Epilysta flavescens
Epilysta flavescens là một loài bọ cánh cứng trong họ Cerambycidae.